# George Fergusson
George Duncan Raukawa Fergusson (* 30. září 1955) byl britský vysoký komisař pro Nový Zéland a Samou, a guvernér Pitcairnových ostrovů. Do funkce nastoupil v dubnu 2006 a nahradil Richarda Fella. Ve funkci skončil v roce 2010 a vystřídala ho Victoria Treadellová
Je synem Bernarda Fergussona, který byl novozélandským guvernérem v letech 1962-1967. Fergusson je ženatý a má tři dcery. Žije na Novém Zélandu.